# Palais de Luppé
Le Palais de Luppé est un hôtel particulier situé au n°26 du Rond-Point des Arènes à Arles. Edifié au XVIIe siècle, il abrita une usine avant d'être racheté et rénové au début du XXe siècle par Jean-Amédée Gibert, pour le compte de l'acquéreur, le sculpteur Gaston de Luppé (1872-1939). Le bâtiment, qui appartient toujours aux descendants de Gaston de Luppé depuis le décès de ce dernier, a été occupé pendant 21 ans par la Fondation Vincent van Gogh.

## Architecture
Cet hôtel particulier a appartenu successivement aux familles Romieu, Cornillon de Lédenon, au général de Miollis et enfin au Vicomte de Bouillé.
Transformé en usine de torréfaction de chicorée puis inoccupé, il est racheté en 1905 par le sculpteur Gaston de Luppé. Ce dernier décidera d'une restauration de fond, exception faite de la façade, et qui donnera au bâtiment son flair florentin actuel. le mérite en revient à Jean-Amédée Gibert, prix de Rome de peinture en 1898, ainsi chargé de sa première réalisation en tant qu'architecte. La collaboration entre les deux artistes se prolongera avec la réalisation du monument aux morts d'Arles.
Jean-Amédée Gibert dessine les plans du palais entre 1908 et 1912, l'année suivante les travaux sont entamés. Ils seront finis en 1927. Cette réalisation témoigne du goût prononcé de  Gaston de Luppé et de Jean-Amédée Gibert pour l'académisme italien, certainement issue de leurs visites respectives de la villa Médicis. Cette influence conduit notamment à l'installation d'une loggia au dernier niveau de la façade, dont le fronton porte la devise du vicomte : "Deo duce ferro comte"

## Décors

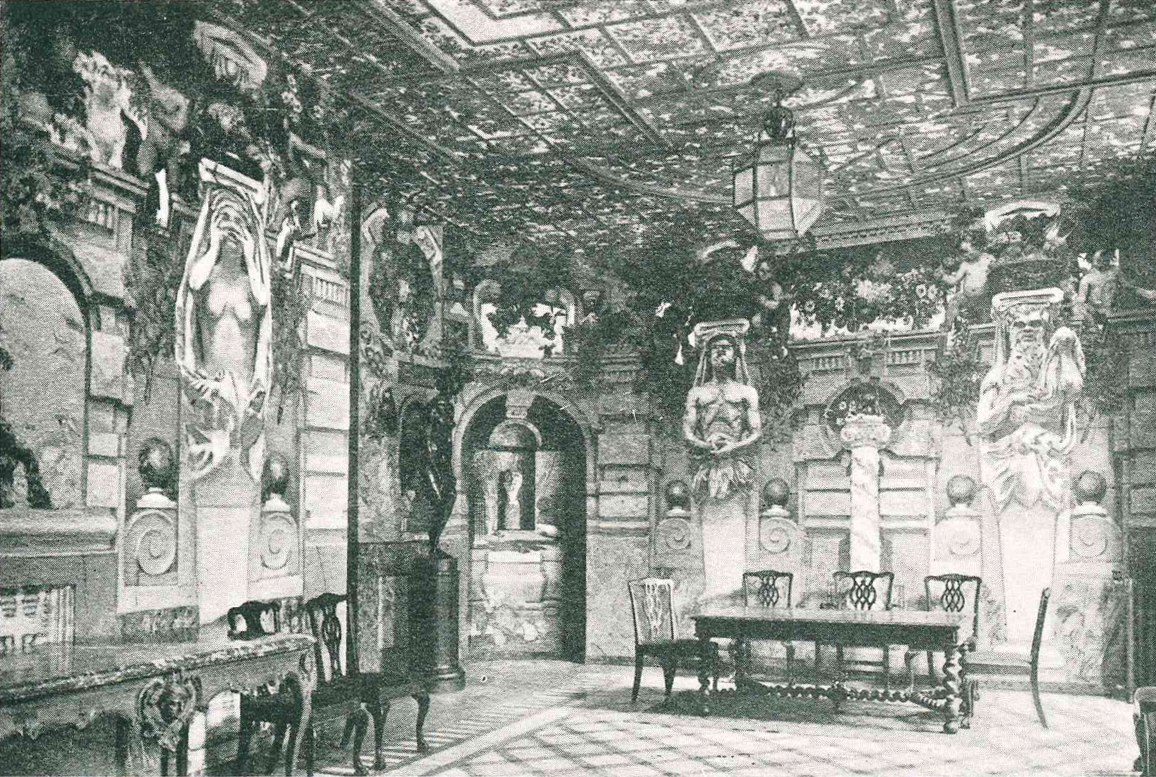
Décors de la salle à manger du palais de Luppé (Arles) peint entre 1913 et 1920

Jean-Amédée Gibert réalise un décor peint en trompe-l'œil à l'intérieur de l’hôtel encore influencé par la renaissance italienne . Ce décor nous est connu par une série de dessins préparatoire conservés au musée Grobet-Labadié à Marseille, ainsi que par quelques rares photographies. Ce même musée conserve aussi quelques dessins d’aménagement de l'hôtel 
Il installa entre autres un oratoire en marbre antique, abritant une sculpture de la bienheureuse Jeanne-Marie de Maillé, parente des Caumont La Force. Les différentes cours intérieures sont aménagées dans le style pompéien avec des jardins en terrasses.

## La grille

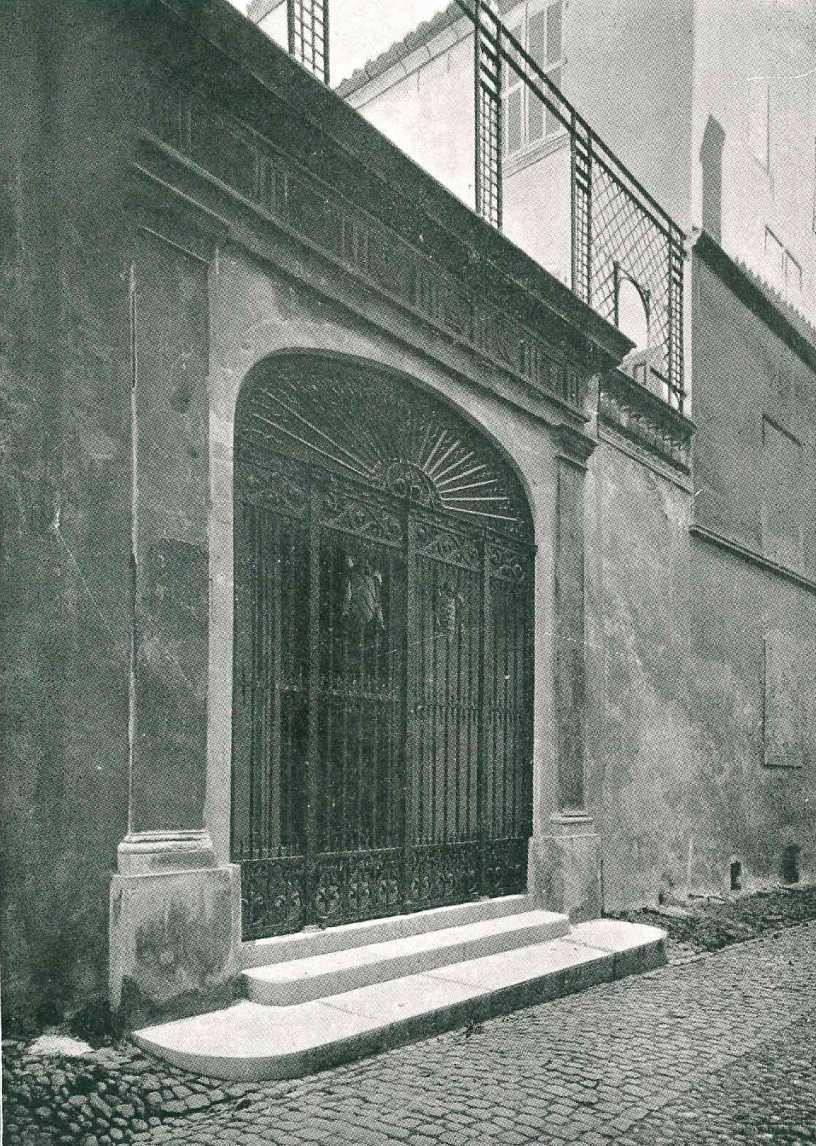
Grille du Palais par Gibert

Gibert dessine pour l'entrée du palais sur la rue Diderotainsi que l'entrée sur les Arènes une magnifique grille de ferronnerie, réalisée par Cyrille Rougier. Le dessin est toujours conservé au musée Grobet-Labadié.

Elles sont ornées des armes de la famille de Luppé "d'azur à trois bandes d'or" sur la porte de gauche, et de la famille Caumont La Force : "D'azur à trois léopards d'or" sur la porte de droite, ainsi que la devise des Luppé : "E lupis Vasconiae" (Des loups de Gascogne).